# Кудинов, Илья Александрович
Илья́ Алекса́ндрович Куди́нов (20 июля 1924, с. Липовка, Саратовская область — 14 февраля 2016, Астрахань) — советский юрист и судья, председатель Астраханского областного суда (1962—1971).

## Биография

### Участие в Великой Отечественной войне (1941—1945)
С началом войны добровольцем вступил в РККА, непродолжительное время учился в 1-м артиллерийском училище конной тяги (Энгельс). С 1942 года учился в Куйбышевском военно-пехотном училище, по окончании которого, с 1943 года, служил командиром взвода, с января 1944 — заместителем командира роты 9-го отдельного стрелкового батальона управления контрразведки «Смерш» на Воронежском, 1-м Украинском фронтах. Участвовал в Курской битве, Корсунь-Шевченковской операции, в освобождении Украины, Польши. Известие о Победе встретил в Германии. Служил в Австрии; в 1946 году вышел в запас.

### Послевоенное время
С 1946 года работал инспектором в отделе учёта и распределения заключённых Саратовлага (Саравтовстрой МВД СССР). В 1951 году окончил Саратовский юридический институт им. Д. И. Курского, работал членом, с 1958 — заместителем председателя Чкаловского / Оренбургского областного суда.
С июля 1962 по декабрь 1970 года — председатель Астраханского областного суда. Способствовал организационному укреплению судебной системы, улучшению деятельности судов и воспитания кадров. В этот период были созданы суды Кировского и Ленинского районов Астрахани.
С февраля 1971 года по 1987 год возглавлял отдел юстиции Астраханского облисполкома, занимаясь улучшением работы судов и других юридических учреждений, что способствовало укреплению законности и правопорядка в области. Осуществлял оргруководство судами и судебно-экспертными учреждениями, готовил предложения по кодификации законодательства; способствовал созданию института юрисконсульства на всех предприятиях области.
В течение следующих 20 лет являлся членом Президиума Астраханской областной коллегии адвокатов, членом Совета Адвокатской палаты Астраханской области; участвовал в становлении и формировании адвокатуры Астраханской области.

## Награды
- Орден Красной Звезды (23.4.1945)[1]
- Орден «Знак Почёта» (1971) — за заслуги в деле укрепления законности и правопорядка[6]
- Орден Отечественной войны II степени (6.4.1985)[9]
- Медали:
  - За победу над Германией[5][6]
  - За освобождение Праги[4][5][6]
  - В ознаменование 100-летия со дня рождения Владимира Ильича Ленина[6]
  - 20 лет Победы в Великой Отечественной войне 1941—1945 гг.[6]
  - За освоение целинных земель[6]
  - 50 лет Вооружённых Сил СССР[6]
  - Ветеран труда
  - За усердие (Минюст России) II степени
  - медаль ордена «За заслуги перед Астраханской областью» (2012)
  - «Защитнику Отчизны»
  - 60 лет освобождения Украины от фашистских захватчиков
  - «За заслуги в защите прав и свобод граждан I степени»
- звание «Ветеран юстиции» и Почётный знак Губернатора Астраханской области «За профессиональные заслуги» (20.7.2014)[7]
- орден «За вклад в Победу»
- знак Министерства юстиции СССР «За успехи»[3].